# Lãng Ngâm
Lãng Ngâm là một xã thuộc huyện Gia Bình, tỉnh Bắc Ninh, Việt Nam.
Xã Lãng Ngâm có diện tích 6,34 km², dân số năm 1999 là 7682 người, mật độ dân số đạt 1212 người/km².

## Đình Ngăm Lương
Đình Ngăm Lương thờ 3 vị tướng thủy quân thời Đinh, được tôn vinh là thủy thần. Thôn Tiêu Xá, xã Gia Lương, huyện Gia Bình xưa nằm ngay chân núi Thiên Thai, Thời 12 sứ quân nhà Đinh có gia đình hai vợ chồng sinh ra 3 anh em trai là Đô Công (Thái Bảo đại vương), Chất Công (Hoàng Bảo đại vương) và Đinh Công (Hắc Đế đại vương) giỏi nghề sông nước. Khi Đinh Bộ Lĩnh đánh dẹp thứ sử châu Vũ Ninh Nguyễn Thủ Tiệp, cả ba anh em đã theo giúp, lập được nhiều công trạng. Khi lập nước Đại Cồ Việt họ được giao cai quản khu vực núi Thiên Thai, khi mất được ba thôn (Tiêu, Tràng, Tía) chia ra lập đền thờ. Người anh cả thờ đền Thượng, ông thứ hai thờ ở đền Trung và ông thứ ba được thờ ở đền Hạ; riêng đền Ngăm Lương là nơi thờ chung của cả ba anh em, được tôn vinh là những vị thủy thần.